# 三六式輜重車
三六式輜重車(さんろくしきしちょうしゃ)とは、輜重兵が弾丸・食糧などの物資を運搬するために使用する、馬一頭で曳く木造の荷馬車である。
日露戦争で野戦用の馬車を規格を統一する必要から明治36年(1903年)に制式化された。明治39年には三九式輜重車に代わったが日中戦争のころまで使用されていた。実質的にこれが日本で最初の馬車の統一規格となり、後の時代の馬車の規格にも影響を与えた。